# Cantó de Bulgnéville
El cantó de Bulgnéville és un cantó francès del departament dels Vosges, situat al districte de Neufchâteau. Té 24 municipis i el cap és Bulgnéville.

## Municipis
- Aingeville
- Aulnois
- Auzainvilliers
- Belmont-sur-Vair
- Bulgnéville
- Crainvilliers
- Dombrot-sur-Vair
- Gendreville
- Hagnéville-et-Roncourt
- Malaincourt
- Mandres-sur-Vair
- Morville
- Médonville
- Norroy
- Parey-sous-Montfort
- Saint-Ouen-lès-Parey
- Saint-Remimont
- Saulxures-lès-Bulgnéville
- Sauville
- Suriauville
- Urville
- La Vacheresse-et-la-Rouillie
- Vaudoncourt
- Vrécourt

## Història
| Data d'elecció                           | Identitat              | Partit                        | Qualitat |
| ---------------------------------------- | ---------------------- | ----------------------------- | -------- |
| 1945-1958                                | René Lingé             | radical-RGR                   |          |
| 1958-19..                                | René Turquet           | Divers droite                 |          |
| 19..-1970                                | M. Germain             | Divers droite                 |          |
| 1970-1982                                | Georges Colin          | Divers droite, després UDF-PR |          |
| 1982-1992                                | André Voilquin         | UDF                           |          |
| 1992-2001                                | Christian Franqueville | Divers gauche                 |          |
| 2001-                                    | Luc Gerecke            | divers droite, després NC     |          |
| les dades anteriors no són pas conegudes |                        |                               |          |
|                                          |                        |                               |          |

## Demografia
| A partir de 1990: Població sense dobles comptes |